# 滑國
滑国，周代的一个姬姓诸侯国，建國於滑（今河南省安陽市滑縣，另說河南省偃師市，有故城遗址）与郑国相邻。

## 历史
公元前678年冬，滑国君主（滑伯）参加了霸主齐桓公组织的幽之会。季，是诸侯为了对郑国讲和，鲁庄公、齐桓公、宋桓公、陈宣公、卫惠公、郑厉公、许穆公、滕子和滑伯一起在幽地结盟。之后，由于靠近强盛的郑国，滑国成为了郑国的与国。但这样的政策也有过改变。公元前640年，郑国因为滑国的背叛而攻入滑国都邑。于是滑国人服从郑国，但郑国军队回国后，滑国再一次倒向卫国。因此公元前636年，郑国再一次讨伐滑国。周襄王为滑国求情。触发周王室和郑文公的矛盾，导致周郑之间的战争。
公元前627年，秦国东征郑国的军队灭亡滑国，撤军回国，途中为晋国军队全歼，是为秦晋殽之战。秦国虽灭滑国，却无法占领其土地。滑国土地之后由晋国所有。《左传·襄公二十九年》载晋人语：“虞、虢、焦、滑、霍、杨、韩、魏，皆姬姓也，晋是以大。若非侵小，将何所取？武、献以下，兼国多矣。”可证此处所论姬姓滑国，最终为晋国所取。

## 延伸阅读
[在维基数据编辑]
 《春秋左氏傳/莊公》，出自左丘明《左傳》
 《春秋左氏傳·僖公》，出自左丘明《左傳》

## 参看
春秋滑国故城遗址